# Lövvargspindel
Lövvargspindel (Pardosa lugubris) är en spindelart som först beskrevs av Charles Athanase Walckenaer 1802.  Lövvargspindel ingår i släktet Pardosa och familjen vargspindlar. Arten är reproducerande i Sverige. Inga underarter finns listade i Catalogue of Life.